# Leucopeza semperi
La reinita de Semper (Leucopeza semperi) es una especie de ave paseriforme de la familia Parulidae endémica de Santa Lucía, en las Antillas Menores. Es la única especie del género Leucopeza. Es un pájaro extremadamente escaso que posiblemente se haya extinguido.
Su nombre tanto científico como el común conmemora al reverendo John E. Semper, un ornitólogo aficionado que vivió en Santa Lucía.

## Descripción
La reinita de Semper mide alrededor de 14,5 centímetros de largo. Los adultos tienen el plumaje de las partes superiores gris oscuro y las inferiores blanquecino grisáceo. En cambio, los inmaduros en cambio tienen las partes superiores de tonos gris parduzco y las inferiores anteadas. Tienen patas largas de color amarillo claro. Vive entre el matorral y los bosques de las montañas de la isla. Su canto consiste en sonidos similares a «tuck-tick-tick-tuck».  

## Estado de conservación
Era bastante abundante en el siglo XIX pero hay muy pocos registros de la especie en el siglo XX. Según el ornitólogo estadounidense James Bond, se capturó un ejemplar por última vez en la cumbre del Piton Flores en 1934, existe otro registro de marzo de 1947 cuando se le observó entre los montes Piton Lacombe y Piton Canaries. El último avistamiento confirmado se realizó en 1961. A pesar de que a partir de entonces solo se han producido avistamientos no confirmados en 1965, 1972, 1989, 1995 y 2003 hay una pequeña esperanza de que sea redescubierto porque su hábitat todavía está disponible. Una posible causa de su declive es la introducción de mangostas en la isla, ya que posiblemente es un ave que anide en el suelo, lo que lo convierte en una presa fácil para las mangostas. Aunque también es posible que la causa sea la degradación del hábitat.